# Opération Matchbox
Pour plus de détails, voir Fiche technique et Distribution.
Opération Matchbox (The Last Drop) est un film britannique réalisé par Colin Teague, sorti le 16 mai 2005.

## Synopsis
En espérant mettre fin à la Seconde Guerre mondiale, Winston Churchill lance l'opération Market Garden. Des troupes anglo-americaines sont envoyées aux Pays-Bas, occupée par les Allemands. Une unité ayant pour nom de code Matchbox se prépare pour une offensive aéroportée...

## Fiche technique
- Titre : Opération Matchbox
- Titre original : The Last Drop
- Réalisation : Colin Teague
- Scénario : Colin Teague, Gary Young
- Musique : David Julyan
- Photographie : Maxime Alexandre, Pierre Benzrihem
- Montage : Michael Ellis
- Producteurs : Hamish Skeggs, Andrei Boncea
- Pays d'origine :  Royaume-Uni
- Budget :
- Format : Couleurs - 2,35:1 - 35 mm
- Genre : Guerre
- Langue : anglais
- Durée : 103 minutes
- Dates de sortie :
  -  France : 16 mai 2005 au 58e Festival de Cannes
- Dates de sortie en DVD/Blu-ray :
  -  États-Unis : 18 avril 2006
  -  France : 1er octobre 2008

## Distribution
- Billy Zane : Lt Robert Oates
- Laurence Fox : Major Klaus Kessler
- Neil Newbon : Caporal Rhys Powell
- Lucy Gaskell : Benitta
- Karel Roden : Sgt Hans Beck
- Michael Madsen : col J.T. Colt
- Alexander Skarsgård : lt Jergen Voller.
- David Ginola : Corp Dieter Max
- Louis Dempsey : Snyder
- Coral Beed : Saskia
- Andrew Howard : Cpl Edward Banks
- Jack Dee : Warren
- Neil Newbon : Rhys Powell
- Agathe de La Boulaye : Katrina
- Tommy Flanagan : Cpl Baker

## Autour du film
L'ex footballeur David Ginola incarne un soldat allemand, Dexter Marx.